# Vicente Arze
Vicente Arze, właśc. Vicente Arze Camacho (ur. 22 listopada 1985 w Santa Cruz w departamencie Santa Cruz) – boliwijski piłkarz, grający na pozycji pomocnika.

## Kariera piłkarska

### Kariera klubowa
W dzieciństwie uczęszczał do Szkoły Piłkarskiej Franco w jego rodzinnym mieście Santa Cruz w Boliwii, a jako nastolatek szkolił się w systemie młodzieżowym słynnych klubów Blooming i Newell's Old Boys. W 2004 roku przeniósł się do Macon w amerykańskim stanie Georgia, gdzie w maju 2008 roku ukończył Mercer University i otrzymał dyplom w biznesie i marketingu, jednocześnie broniąc barw studenckiej drużyny.
Na początku 2008 roku podpisał swój pierwszy dwuletni kontrakt z Vancouver Whitecaps, a 12 kwietnia 2008 rozegrał swój pierwszy profesjonalny mecz przeciwko Montreal Impact. Po zakończeniu sezonu 2009 kontrakt wygasł, po czym powrócił do ojczyzny, gdzie został piłkarzem klubu Club Aurora. Na początku 2011 roku wyjechał do Europy, gdzie zasilił skład węgierskiego Diósgyőri VTK. W sierpniu 2012 odszedł do belgijskiego Royal Charleroi, skąd 10 grudnia 2012 został wypożyczony do irańskiego Esteghlal Teheran, w którym występował do lata 2013. 1 lutego 2014 podpisał kontrakt z ukraińską Howerłą Użhorod. Po zakończeniu sezonu 2013/14 opuścił ukraiński klub.

### Kariera reprezentacyjna
Jako 17-latek zadebiutował w reprezentacji Boliwii U-20, a od 2012 jest powołany do narodowej kadry.

## Sukcesy

### Sukcesy klubowe
- mistrz USL First Division: 2008
- mistrz Iranu: 2013